# Nick Leijten
Nick Leijten (Heesch, 20 september 1991) is een Nederlands voormalig voetballer die als doelman speelde.

## Loopbaan
Hij verruilde in 2016 RKVV DESO uit Oss voor FC Den Bosch, waar hij een contract tekende tot 30 juni 2017. Met vanuit de club een optie tot verlengen tot medio 2019. Leijten maakte zijn debuut voor Den Bosch op 23 september 2016, in een competitiewedstrijd uit bij FC Emmen (3-0 nederlaag). Hij verving in deze wedstrijd na 8 minuten de met een hoofdblessure naar de kant moetende Kees Heemskerk. FC Den Bosch lichtte op 31 maart 2017 de optie in het contract van Leijten en legde hem zo vast tot medio 2019. Medio 2020 ging hij naar SV TEC in de Tweede divisie. In januari 2021 beëindigde Leijten zijn loopbaan.